# Escuela Internacional de Arqueologia y Etnologia Americanas
Escuela Internacional de Arqueologia y Etnologia Americanas (1912-1920) est une 
école internationale d’archéologie et d’ethnologie d'Amérique établie à Mexico. L’idée en fut proposée dès 1904 par Nicholas Butler, président de l’université Columbia, New York. Devaient être parties prenantes, outre le gouvernement mexicain, les universités Columbia, de Pennsylvanie et Harvard, la Société hispanique américaine, la Prusse et la France. Les statuts en furent élaborés en 1910 lors du XVIIe Congrès international des américanistes et signés le 4 septembre de cette année par Ezechiel Chavez (1868-1946, Mexique), Eduard Georg Seler (Prusse), Louis Capitan (France), Franz Boas (Columbia), Roland B. Dixon (Harvard), George B. Gordon (Pennsylvanie) Archer Huntington (SHA). Ils furent légèrement modifiés et confirmés le 23 janvier 1911, après que les parties, sauf la France, les eurent ratifiés. Les gouvernements bavarois, saxon et russe se joignirent à l’école en 1912-1913.
Le Mexique fournissait un local, une subvention annuelle et s’engageait à faciliter les recherches. Les pièces recueillies devaient aller au musée de Mexico, les participants recevant des moulages. Les entités ratificatrices, à l’exception de la SHA, désignaient chacune un représentant pour constituer le comité directeur de l’institution. Elles envoyaient des élèves pensionnés et assuraient la direction de l’école à tour de rôle, pour un an. Le premier directeur fut Eduard Seler, le deuxième Franz Boas. Le troisième devait être choisi par la France, mais cette dernière ne ratifiant toujours pas, Franz Boas désigna pour lui succéder Georges Enguerrand (1877 -1961), géologue franco-mexicain élève d’Élisée Reclus. Boaz et Chavez considéraient en effet la stratigraphie comme essentielle au développement d’une archéologie moderne. 
Du fait de son importante participation étrangère, l’école rencontra dès le début une certaine hostilité de la part des intellectuels mexicains, qui s’accentua sous la révolution et surtout en 1917, lorsqu’on apprit que certains élèves et spécialistes avaient accepté d’assumer un rôle d’espion dans le contexte de la première guerre mondiale. L’affaire amena finalement la fermeture de l’école.

## Sources
- Paul Rivet, « Escuela internacional de Arqueología y Etnología americanas », Journal de la Société des Américanistes, vol. 10, no 2,‎ 1913, p. 684-687 (lire en ligne)
- (es) Mechthild Rutsch, « Vivir de una vida nueva : Jorge Engerrand (1877-1961) entre la anthropologia mexicana y estadounidense de principios del siglo XX », Nueva antropol, Mexico, Academia Mexicana de Ciencias Antropológicas, vol. 23, no 73,‎ juillet / décembre 2010, p. 326-330 (ISBN 978-607-95781-1-4, lire en ligne)